# Municipio de Missouri (Illinois)
El municipio de Missouri (en inglés: Missouri Township) es un municipio ubicado en el condado de Brown en el estado estadounidense de Illinois. En el año 2010 tenía una población de 143 habitantes y una densidad poblacional de 1,56 personas por km².

## Geografía
Según la Oficina del Censo de los Estados Unidos, el municipio tiene una superficie total de 91.78 km², de la cual 91,78 km² corresponden a tierra firme y (0 %) 0 km² es agua.

## Demografía
Según el censo de 2010, había 143 personas residiendo en el municipio de Missouri. La densidad de población era de 1,56 hab./km². De los 143 habitantes, el municipio de Missouri estaba compuesto por el 98,6 % blancos, el 0,7 % eran amerindios y el 0,7 % eran de una mezcla de razas. Del total de la población el 0,7 % eran hispanos o latinos de cualquier raza.